# Jacob Christian Bie
Jacob Christian Bie (også kendt under pseudonymet Philopatreias) (født 11. juli 1738 i Trondhjem, død 1804 i Bengalen) var en norsk-dansk forfatter.

## Baggrund
J.C. Bie var yngre bror af embedsmanden Ole Bie (7. februar 1733 - 18. maj 1805), der blev overhoved for den danske koloni Serampore (underlagt Trankebar) i 30 år. J.C. Bie blev student fra sin hjembys latinskole i 1755. Uden midler forlod han sit fødeland ("Gid jeg aldrig var kommet uden for Norges Grænser", sukkede han senere) og måtte i København skrive for at tjene til sit livsophold.

### Karriere
Han debuterede i bogform i 1760 med Synge-stykker i anledning af kronprints Gustav af Sverrig og Sophie Magdalena af Dannemark, deres høie formæhling. I 1765 udgav han Originale danske moralske fabler i bunden stiil. Ordet "moralsk" i titlen var nok ironisk ment, fablerne blev omtalt som "frække". For at indynde sig hos professor Christian Gottlieb Kratzenstein, skrev han en rosende tilegnelse til fru Kratzenstein, som han slet ikke kendte. Men bogen blev omgående konfiskeret, fordi Bie i den sjette fabel "om bæveren" kritiserede en sag afgjort ved kongelig resolution. Bie blev samtidig dømt til fængsel i Christiansø fæstning ved Flekkerøy, men undslap ved at rømme landet.
Han blev benådet i 1766. Hans økonomi var nu gået fra galt til værre, så han var nødt til at skrive for at leve. Han kunne rime i alle genrer, fra det komiske digt Jacobi Ilias, en Beskrivelse af den store Drikkehelt Biberius i alexandrinske Vers til Tanker over Juleevangelierne og Lidelseshistorien, i Sange udførte samt nye Moralske Tanker i bunden Stil. Han var nu gift med Mette Margrethe Bie, og fik en hjælpende hånd i form af stillingen som prokurator (1768). Denne stilling skøttede han imidlertid sådan, at han fik ord på sig for at være brysk og uforskammet, så han efter kongelig ordre fik en alvorlig irettesættelse og advarsel.
Da Struensee ved reskript af 14. september 1770 ophævede censuren og indførte trykkefrihed, blev trykkefrihedslitteraturen indledet med et flyveblad forfattet af Bie: Philopatreias’ trende Anmærkninger, 1. om de dyre Tider og Handelens Svaghed, 2. om Rettergang, 3. om Gejstlighedens Indkomster, en kritik af de bestående forhold med forslag om reformer. Især rettede han søgelyset mod præsternes, klokkernes og gravernes indtægter. Han beskrev landsbypræsterne med et citat: "Deres øjne forsvinder i ansigtets fedme." Skriftet vakte voldsom opsigt og udløste en hel litteratur både for og imot, også fra Ove Høegh-Guldberg under pseudonymet "Philodanus", og fra økonomen Christian Martfelt under pseudonymet "Philocosmus".
I juli 1769 holdt han en prædiken i Hvidovre Kirke og valgte som tekst højsangen 3,1: "Jeg ledte om Nætterne i min Seng efter den, min Sjæl elskede". Selv om han fremlagde vidnesbyrd om, at prædikenen blev lyttet til i stilhed og andagt uden latter, blev det opdaget, at han havde afsluttet med en forbøn for flere kendte prostituerede fra Københavns sidegader. I 1771 blev han derfor af Højesteret dømt til seks års straffearbejde på rasphuset. Dette var i 1742 tilbygget Tugt- og Børnehuset i Christianshavn. Landets værste mandlige forbrydere - ofte drabsmænd - blev sat til at raspe (file) det giftige farvetræ campeche (Haematoxylum campechianum) fra kolonierne til Københavns farverier og til brug i maling. Tugthuset havde eneret på udvinding af dette farvestof, så brandfarligt at opvarmning og belysning i værkstedet var forbudt, og fangerne blev ødelagt af det giftige støv fra raspningen, der satte sig i lungerne og fremkaldte udslæt.
Det følgende år blev Bie dømt til at miste "hånd, ære og boslod", for at have forfalsket kongens underskrift. Han blev imidlertid benådet med livsvarig rasphusstraf, og fra sit "kummerfulde Fængsel" sendte han en strøm af klagesange, også som bønskrift til præsidenten for Danske Kancelli, Joachim Otto Schack-Rathlou, "for at få udlirket nogle dukater til rejsepenge", og til "den ædelmodigste prins Frederik fra den ulyksalige B." Med højre hånd afhugget kunne han ikke engang udføre raspningen, han var idømt, så i 1772 fik han eftergivet dommen om at få hånden hugget af.
I stedet blev tugthusdommen forlænget til livstid, og ved kongelig reskript af 13. oktober 1775 blev han til sidst løsladt og benådet fra straffearbejde og tugthus, men samtidig dømt til forvisning til Guinea på livstid.
Forvisningen blev ikke iværksat før i december 1777. På trods af rejseforbudet bosatte Bie sig senere med hustru og datter i Ostindien, hvor hans bror Ole var bosat. Ved sin død i 1804 var han løjtnant i engelsk tjeneste i Bengalen. En datter af ham blev som enke gift med den tidligere præst ved Frederiks Hospital og senere biskop i Viborg, Nicolaj Esmark Øllgaard.